# Dziewiętlice (stacja kolejowa)
Dziewiętlice (w okresie 1945–1948  Działów (Kwiatkowice)) – stacja kolejowa na zlikwidowanej linii nr 259 Otmuchów – Dziewiętlice, w miejscowości Dziewiętlice, w województwie opolskim, w powiecie nyskim, w gminie Paczków, w Polsce.
Na stacji znajdowały się 2 perony niezadaszone, bocznica towarowa, budynek dworca, magazyny towarowe oraz zabudowania do obsługi technicznej taboru. Plac towarowy i drogi dojazdowe brukowane. W pobliżu stacji wybudowano budynki mieszkalne dla kolejarzy. Wszystkie budynki z czerwonej cegły.
Obecnie budynek stacji jest zamieszkały, część towarową stacji przejęło spółdzielcze gospodarstwo rolne organizując magazyny, warsztaty, garaże i plac dla maszyn rolniczych.